# دلفی فالز (نیویورک)
دلفی فالز (به انگلیسی: Delphi Falls) یک منطقهٔ مسکونی در ایالات متحده آمریکا است که در شهرستان اونانداگا، نیویورک واقع شده‌است. دلفی فالز ۲۸۸٫۹۵ متر بالاتر از سطح دریا واقع شده‌است.